# ۲۴ خرداد
۲۴ خرداد/جوزا هشتاد و ششمین روز سال در گاه‌شماری خورشیدی است. به پایان سال ۲۷۹ روز (۲۸۰ روز در سال کبیسه) باقی‌است.

## رویدادها
- ۱۳۷۲ - رقابت ۲۴ خرداد ۱۳۷۲ تیم ملی فوتبال ایران با تیم ملی فوتبال ترکمنستان در جام اکو ۱۹۹۳
- ۱۳۷۷ - رقابت ۲۴ خرداد ۱۳۷۷ تیم ملی فوتبال ایران با تیم ملی فوتبال یوگسلاوی در جام جهانی ۱۹۹۸
- ۱۳۹۲ - برگزاری یازدهمین انتخابات ریاست‌جمهوری ایران
- ۱۳۹۳ - برگزاری دور دوم سومین انتخابات ریاست جمهوری افغانستان. محمداشرف غنی برگزیده شد.
- ۱۴۰۲ - غرق کشتی آدریانا که حامل ۶۵۰ مهاجر و پناه‌جو بود، در مدیترانه، نزدیک یونان. گارد ساحلی یونان متهم شد.[۱](۱۴ جون ۲۰۲۳)

## زادروزها
- ۱۳۲۱ - داوود گنجه‌ای، نوازنده کمانچه
- ۱۳۴۸ - رضا عقابی، فوتبالیست
- ۱۳۶۳ - هوتن شکیبا، بازیگر
- ۱۳۵۱- نیلوفر خوش‌خلق، بازیگر
- ۱۳۵۷- کیوان محمودنژاد، بازیگر

## درگذشت‌ها
- ۱۳۳۲ - میرزا عبدالحسین ذوالریاستین شیرازی، از بزرگان سلسله نعمت‌اللهی
- ۱۳۹۷ - محمدامین قانعی راد، رئیس انجمن جامعه‌شناسی ایران
- ۱۴۰۲ - اسماعیل سلطانیان، بازیگر
- ۱۴۰۲ - علی‌اصغر بهرامی، مترجم